# Оккупация. Мистерии
«Оккупа́ция. Мисте́рии» (бел. Акупацыя. Містэрыі) — белорусский художественный фильм режиссёра Андрея Кудиненко по сценарию Александра Качана, вышедший в 2004 году. По стилю фильм является экзистенциальной драмой с элементами триллера.

## История создания
Лента изначально появилась в виде короткометражки «Партизанская мистерия», являвшейся черновым вариантом одной из частей фильма. После её положительного принятия на Роттердамском кинофестивале создатели получили грант нидерландского фонда Хуберта Балса на завершение картины до полного метра, в результате чего была создана военная трилогия с библейскими мотивами. В Белоруссии фильм вызвал множество споров. Государственная пресса назвала его «злобным пасквилем на тему партизанского движения», в то время как независимая высоко оценила произведение. Вскоре после выхода фильм был запрещён к прокату Управлением регистрации и классификации кино- и видеопродукции при Министерстве культуры Республики Беларусь и распространялся в основном на записанных в домашних условиях носителях и через интернет. В начале 2010 года белорусские чиновники вернули фильм в единый государственный реестр, на основании чего ленте было выдано государственное прокатное удостоверение. 15 февраля 2010 года состоялась белорусская премьера в минском кинотеатре «Пионер».
«Оккупация. Мистерии» демонстрировался на кинофестивалях в Роттердаме, Москве, Карловых Варах и Польше.

## Сюжет
Фильм состоит из вступления и нескольких новелл, связанных между собой общими героями и событиями, и показанными в обратном хронологическом порядке. Произведение, действие которого происходит в 1942 году, начинается с документальных кадров времён немецкой оккупации Белоруссии, в которых показывается разрушения, бедствия, преступления нацистов против мирного населения, а также организация ими Белорусской краевой обороны. После документальных съёмок появляются двое белорусских полицаев, едущих в санях. Один из них поёт песни из советских фильмов, а затем говорит, что после войны собирается снимать кино, но «не советское или немецкое, а наше, белорусское». Второй отвечает, что «никакого белорусского кино никогда не было, нет, и не будет».

### Мистерия третья. «Адам и Ева»
Молодой и невинный белорусский юноша Адам «добровольно-принудительно» уходит в партизаны. Забрать его приходит бывалый и грубый москвич Штыркин — красноармеец, попавший в окружение. Первым делом они идут к дому, где скрывается дезертировавший из отряда партизан Миша — Штыркин надеется добыть оружие, а заодно заставить Адама «принять боевое крещение», расстреляв Мишу. Выясняется, что Миша живёт с полькой-нимфоманкой по имени Ева. Пока Штыркин пьёт найденный самогон и поит Мишу, Ева успевает соблазнить Адама. Затем Штыркин ведёт Адама и взятого в плен Мишу в лес. Он даёт Адаму ружьё и приказывает застрелить Мишу, но Адам вместо этого убивает Штыркина. Пока они выясняли отношения, Миша, боясь расстрела, повесился на дереве. Адам возвращается к Еве, они занимаются сексом. Проходит какое-то время, наступает весна. В дом к Адаму и Еве приходят бывалый партизан и юноша-новобранец, очень похожие на Штыркина и тогдашнего Адама.

### Мистерия вторая. «Мать»
Двое немцев, офицер и молодой солдат Шнайдер, на мотоцикле сбивают маленького мальчика. Увидев это, немая мать мальчика сходит с ума. Вскоре мотоцикл попадает в засаду, устроенную партизанами Штыркиным и белорусом Якубом. Офицер погибает, а солдат получает ранение. Не сумев быстро его найти, партизаны уходят. Раненого немца находит мать мальчика. Она притаскивает его в дом, начинает за ним ухаживать и даже кормит грудью. Поправившись, солдат пытается уйти, но женщина его не отпускает. Через какое-то время появляются белорусские полицаи из вступительной части. Они пытаются изнасиловать женщину, но немец защищает её. Сообразив, что немец — дезертир, полицаи пытаются его убить, но ему удаётся бежать. В погоне за ним они заходят в лес, где один из них натыкается на Якуба, с которым они были знакомы, но теперь они враги, и Якуб, у которого мать застрелили полицаи, убивает коллаборациониста. Второй полицай удирает на санях. Якуб и Штыркин возвращаются в дом женщины, видят Шнайдера, но решив, что тот тоже немой, его не разоблачают и уходят. Немец оставляет женщину, которая с горя поджигает свой дом вместе с собой.

### Мистерия первая. «Отец»
Партизаны Якуб и Штыркин подкарауливают неуловимого «демона», местного старосту-антикоммуниста по имени Ян. Якуб рассказывает, что его прадед, которого звали Якуб Лойко, участвовал в восстании Калиновского. На вопрос Штыркина, с кем прадед воевал, Якуб отвечает, что воевал «с москалями» и погиб. Штыркин говорит, что и хорошо, что погиб, потому что «нечего восставать против русских». Между оскорблённым Якубом и Штыркиным возникает драка, но тут появляется «демон». Якуб стреляет в Яна, попадает, но не убивает, «демон» уходит. За ошибку командир партизан и агент НКВД Рустам угрожает Якубу расстрелом.
Ян состоит в любовных отношениях с женщиной по имени Анна, у которой есть маленький сын Юзик, и муж которой погиб, пытаясь перейти из Западной Белоруссии в БССР. Мальчик не любит отчима и мечтает найти отца. Чтобы войти в доверие, партизан Николай представляется Юзику его отцом, и, используя его, вычисляет Яна. Ночью партизаны приходят в дом и хватают старосту и его возлюбленную. Рустам, прочитав вполголоса шахаду, режет женщину на глазах у Яна, но видящий это Якуб со словами «не для того Якуб Лойко до Калиновского ехал, чтобы турки наших баб резали», убивает своего командира. Затем он просит Штыркина уйти, чтобы «самостоятельно разобраться» с Яном. Сцена заканчивается обращённым к Яну монологом Якуба: «ну что, братка, мы ж с тобой белорусы, так? Я так думаю: жить тебе незачем, правда, а я тебе больно не сделаю. Мы ж свои люди. Не держи обиды…»
Партизаны идут в лес, Николай несёт на плечах спящего Юзика. Внезапно они слышат выстрелы. Оставив Юзика, они бегут на звук. Зритель видит уже знакомую сцену — полицаев, преследующих Шнайдера. Тем временем мальчик просыпается, видит, что он один, и с криками «папа!» бежит по лесу, пытаясь разыскать «отца».

## В ролях
| Актёр                 | Роль                                                     |
| --------------------- | -------------------------------------------------------- |
| Александр Колбышев    | партизан Сергей Штыркин                                  |
| Анатолий Кот          | партизан Якуб                                            |
| Александр Молчанов    | Адам                                                     |
| Светлана Зеленковская | Ева                                                      |
| Игорь Денисов         | любовник Евы Миша                                        |
| Алёна Сидорова        | Мать                                                     |
| Андрей Курейчик       | немецкий солдат Шнайдер (озвучивание — Тим Мергельсберг) |
| Александр Тимошкин    | партизан Николай                                         |
| Андрей Ковальчук      | местный староста-антикоммунист Ян                        |
| Анна Соломянская      | возлюбленная Яна и мать Юзика Анна                       |
| Игорь Пстыга          | Юзик                                                     |
| Геннадий Фомин        | командир партизан Рустам                                 |
| Николай Прилуцкий     | полицай Степан                                           |
| Иван Щетко            | полицай Петро                                            |

## Культурное влияние
Некоторые диалоги из фильма «Оккупация. Мистерии» были использованы в качестве скитов к песням в альбоме «Пачатак» белорусского хип-хоп-исполнителя Vinsent.